# متحف أذربيجان الوطني للثقافة الموسيقية
متحف أذربيجان الوطني للثقافة الموسيقية (بالأذرية:Azərbaycan Musiqi Mədəniyyəti Dövlət Muzeyi)- تأسس المتحف عام 1967 في عاصمة أذربيجان باكو.

## تاريخ المتحف
يحتوي المتحف على حوالي 60,000 قطعة في مخزن المتحف، تتضمَّن أنواع القطع الفنية في المتحف الآلات الموسيقية الوطنية مثل التار، والكمنجة، والساز، والزرنة، والناي، بحانب المخطوطات الموسيقية لمؤسس فن الموسيقى المحترف في أذربيجان عزير حاجبايوف، ومواد موسيقية أخرى لملحنين أمثال قار قاراييف، فكرت عميروف، بالإضافة للصور، والكتب، وعينات الفن التوضيحي للشخصيات الموسيقية.

كل هذه عينات قيمة من الثقافة الموسيقية الوطنية في أذربيجان.
للمتحف فروع أخرى وهي:
- معرض الآلات الموسيقية
- متحف بيت نيازي
- متحف بيت واقف مصطفى زاده
- متحف بيت قار قاراييف